# كارن أرمسترونغ
كارن أرمسترونغ (بالإنجليزية: Karen Armstrong) مؤلفة بريطانية لعدة كتب في مقارنة الأديان وعن الإسلام. كانت راهبة كاثوليكية لكنها تركت الكاثوليكية وفضلت التصوف المسيحي. وهي عضوة في الحلقة الدراسية عن يسوع.

## أقوالها
- كل التقاليد العظيمة تقول تقريبا الشيء نفسه بالرغم من الاختلافات السطحية
- لم أعد أعتقد أن أي مبدأ أو رأي يستحق أي شيء إذا كان يجعلك غير لطيف أو متعصب
- بعض الناس ببساطة يدفنون رؤوسهم في الرمال ويرفضون التفكير في حزن العالم، ولكن هذا مسار غير حكيم، لأنه إذا لم نكن مستعدين تماماً، فإن مأساة الحياة يمكن أن تكون مدمِرة
- الاحترام لا يعني إلا الاحترام مع من لا أتفق
- بعيداً عن كونه أبو الجهاد، كان النبي محمد صانعا للسلام، وخاطر بحياته وخسر تقريبا ولاء أقرب أصحابه له لأنه كان مصمماً على تحقيق صلح مع مكة

## مؤلفاتها

### مقالات
- "Ambiguity and Remembrance: Individual and Collective Memory in Finland" (2000)
- "The Holiness of Jerusalem: Asset or Burden?" (1998)
- "Women, Tourism, Politics" (1977)

### كتب
- تاريخ الرب (بالإنجليزية: A History of God: The 4,000-Year Quest of Judaism, Christianity and Islam) (1993)
- الكتاب المقدس: سيرة حياة (2007، بالإنجليزية: The Bible: A Biography)
- التحول العظيم: بداية تقاليدنا الدينية (2006، بالإنجليزية: The Great Transformation: The Beginning of Our Religious Traditions)
- محمد: نبي لزماننا (2006، بالإنجليزية: Muhammad: A Prophet For Our Time): ترجمته إلى العربية فاتن الزلباني، وصدرت الترجمة عن دار «سطور جديدة» عام 1998.
- تاريخ قصير للأسطورة (2005، بالإنجليزية: A Short History of Myth)
- The Spiral Staircase (2004)
- Faith After September 11th (2002)
- The Battle for God: Fundamentalism in Judaism, Christianity and Islam (2000)
- بوذا (2000، بالإنجليزية: Buddha)
- الإسلام: تاريخ موجز (2000، بالإنجليزية: Islam: A Short History)
- في البدء: تفسير جديد لسفر التكوين (1996، بالإنجليزية: In the Beginning: A New Interpretation of Genesis)
- القدس: مدينة واحدة وثلاث عقائد (1996، بالإنجليزية: Jerusalem: One City, Three Faiths)
- The End of Silence: Women and the Priesthood (1993)
- The English Mystics of the Fourteenth Century (1991)
- محمد: سيرة للنبي (1991، بالإنجليزية: Muhammad: a Biography of the Prophet): اشترك في ترجمته إلى العربية الدكتورة فاطمة نصر والدكتور محمد عناني.
- Holy War: The Crusades and their Impact on Today's World (1988)
- The Gospel According to Woman: Christianity's Creation of the Sex War in the West (1986)
- Tongues of Fire: An Anthology of Religious and Poetic Experience (1985)
- Beginning the World (1983)
- The First Christian: Saint Paul's Impact on Christianity (1983)
- Through the Narrow Gate (1982)

## مواقع خارجية

### مقابلات
- Interview with Karen Armstrong from the U.S. Holocaust Memorial Museum
- Interview on the Brian Lehrer Show
- Interview with Robert Wright One of a series of interviews with influential philosophers and theologians on Slate.com's meaningoflife.tv (1hr 19min)
- Booknotes interview with Brian Lamb
- The freelance monotheism of Karen Armstrong — interview on American Public Media's Speaking of Faith
- Religion scholar Karen Armstrong — interview on National Public Radio (N.P.R.)'s Fresh Air From WHYY
- Bill Moyers interviews Karen Armstrong — transcript from Public Broadcasting Station (P.B.S.)'s NOW
- PBS' Religion & Ethics NewsWeekly Interview, "On America's Response to 9/11"
- Charlie Rose interview video
- Karen Armstrong speaks about her book, Prophet of Islam, (video)
- PBS interview with Armstrong
- David Weich interviews Armstrong at powells.com
- CBC Tapestry interview by Mary Hynes
- Interview with Karen Armstrong in Pakistan (Geo TV)
- Going beyond God at Salon.com
- What the world needs now... an interview with Karen Armstrong at ascentmagazine.com.

### متفرقات
- Brief synopsis of Armstrong's Buddha at smithsonianassociates.org
- Profile of Armstrong at islamfortoday.com
- Profile of Armstrong randomhouse.com
- We cannot afford to maintain these ancient prejudices against Islam — The Guardian piece regarding Pope Benedict's remark on Islam post 9-11

## روابط خارجية
- كارن أرمسترونغ على موقع IMDb (الإنجليزية)
- كارن أرمسترونغ على موقع الموسوعة البريطانية (الإنجليزية)
- كارن أرمسترونغ على موقع ميوزك برينز (الإنجليزية)
- كارن أرمسترونغ على موقع إن إن دي بي (الإنجليزية)
- كارن أرمسترونغ على موقع قاعدة بيانات الفيلم (الإنجليزية)